# Stizocera sublaevigata
Stizocera sublaevigata är en skalbaggsart som beskrevs av Dmytro Zajciw 1962. Stizocera sublaevigata ingår i släktet Stizocera och familjen långhorningar. Inga underarter finns listade i Catalogue of Life.